# Thập niên 2020
Thập niên 2020 hay thập kỷ 2020 chỉ đến những năm từ 2020 đến 2029, kể cả hai năm đó. Không chính thức, nó cũng có thể bao gồm vài năm vào cuối thập niên trước hay vào đầu thập niên sau. Đây là thập kỷ thứ ba của thế kỷ 21.

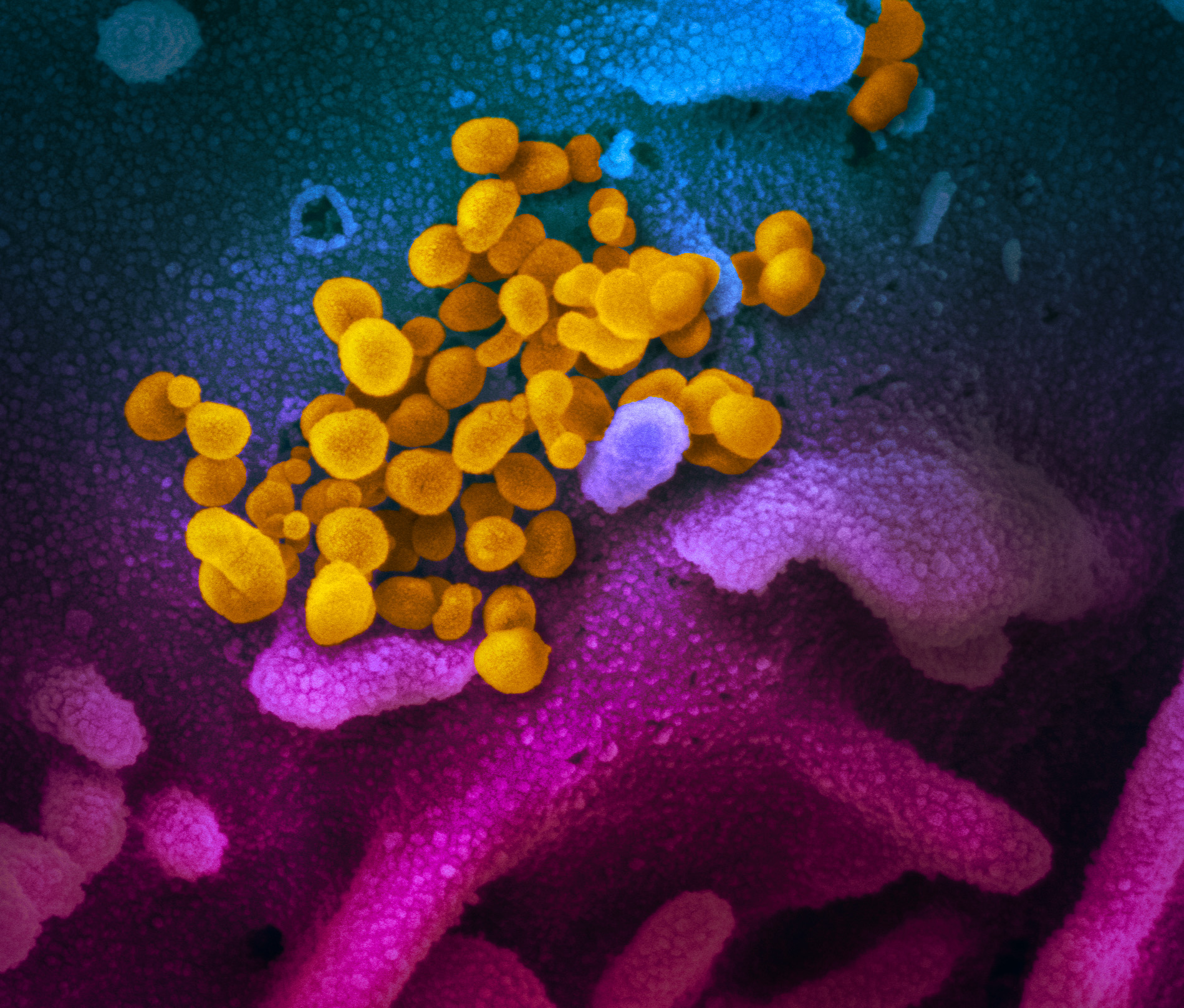
Hình ảnh của SARS-CoV-2 dưới kính hiển vi điện tử quét (ở trung tâm, màu vàng), virus gây ra COVID-19, và đã trở thành một đại dịch toàn cầu trong năm 2020.

## Kinh tế
Kinh tế thập niên 2020 bất ổn do những tác động của đại dịch COVID-19.